# Sneedville
Sneedville is een plaats (town) in de Amerikaanse staat Tennessee, en valt bestuurlijk gezien onder Hancock County.

## Demografie
Bij de volkstelling in 2000 werd het aantal inwoners vastgesteld op 1257.
In 2006 is het aantal inwoners door het United States Census Bureau geschat op 1314, een stijging van 57 (4,5%).

## Geografie
Volgens het United States Census Bureau beslaat de plaats een oppervlakte van
5,9 km², geheel bestaande uit land. Sneedville ligt op ongeveer 357 m boven zeeniveau.

## Plaatsen in de nabije omgeving
De onderstaande figuur toont nabijgelegen plaatsen in een straal van 32 km rond Sneedville.